# Ted Chiang
Ted Chiang (Port Jefferson (New York), 1967) is een Amerikaanse sciencefictionschrijver. In zijn verhalen geeft hij een menselijk gezicht aan complexe wetenschappelijke en filosofische thema's zoals evolutie, vrije wil, kunstmatige intelligentie, robots, tijdreizen, buitenaards leven, talen, parallelle universa, spijt en het hiernamaals. Met zijn verhalen won hij vier Nebula Awards, vier Hugo Awards, de Campbell Award en zes Locus Awards. Zijn korte verhaal 'Het verhaal van jouw leven' werd verfilmd als Arrival (2016). Zijn verhalen zijn uitgegeven in de bundels De verhalen van jouw leven en anderen (2002) en Wat er van ons wordt verwacht (2019).

## Gezin en opleiding
Ted Chiang werd geboren in 1967 in Port Jefferson, New York. Zijn Chinese naam is Chiang Feng-nan (姜峯楠). Zijn beide ouders zijn geboren op het vasteland van China en emigreerden naar de Verenigde Staten. Zijn vader, Fu-pen Chiang, is een vooraanstaande professor in werktuigbouwkunde aan de Stony Brook University.
Chiang studeerde informatica aan de Brown-universiteit.

## Carrière
Al tijdens de middelbare school stuurde Chiang verhalen naar tijdschriften. In 1989 stond hij op het punt op te houden met schrijven toen hij werd toegelaten tot de Clarion Workshop. Hierna verkocht hij zijn eerste verhaal, 'De Toren van Babylon', aan het tijdschrift Omni.
Vanaf 2002 werkte hij als technisch schrijver voor de softwaresector en woont hij in Bellevue, Washington, vlakbij Seattle.
Chiang heeft anno 2019 achttien korte verhalen gepubliceerd.

## Prijzen en recensies
Criticus John Clute schreef dat Chiangs werk een 'strakke en heldere stijl heeft ... die een magnetisch effect heeft op de lezer'.

### Prijzen
Chiang heeft de volgende sciencefictionprijzen gewonnen:
- een Nebula Award voor 'Toren van Babylon' (1990);
- de Campbell Award voor beste nieuwe schrijver in 1992;
- een Nebula Award en de Theodore Sturgeon Award voor 'Het verhaal van jouw leven' (1998);
- een Sidewise Award voor 'Tweeënzeventig letters' (2000);
- de Nebula Award, Locus Award en Hugo Award voor zijn novelle 'Hell Is the Absence of God' (2002);
- de Locus Award voor zijn verhalenbundel De verhalen van jouw leven en anderen (2003)
- de Nebula en Hugo Award voor zijn novelle 'De koopman en de poort van de alchemist' (2007)
- de British Science Fiction Association Award, de Locus Award en de Hugo Award voor beste korte verhaal voor 'Uitademing' (2009)
- een Hugo Award en Locus Award voor zijn novelle 'De levenscyclus van software-objecten' (2010)
- een Locus Award voor zijn verhalenbundel Wat er van ons wordt verwacht (2020)
- en een Locus Award voor zijn novelle 'Omphalos' (2020).

In 2003 wees Chiang een Hugo-nominatie af voor zijn korte verhaal 'Leuk vinden wat je ziet: een documentaire' omdat hij te veel tijdsdruk had ervaren vanuit de redactie en het verhaal daardoor niet helemaal was geworden zoals hij had gewild.
In 2013 won de Duitse vertaling van zijn verzameling getiteld 'Die Hölle ist die Abwesenheit Gottes' de Duitse Kurd-Laßwitz-Preis voor beste buitenlandse sciencefiction.

### Verhalenbundels
- De verhalen van jouw leven en anderen (Tor, 2002), Locus Award voor beste bundel, in het Engels opnieuw uitgegeven als Arrival (2016)
- Wat er van ons wordt verwacht (Knopf, mei 2019[9]), Locus Award voor beste bundel

### Korte verhalen en novelles
| Jaar | Titel                                                                                        | Eerste publicatie in                             | Prijzen                                               |
| ---- | -------------------------------------------------------------------------------------------- | ------------------------------------------------ | ----------------------------------------------------- |
| 1990 | 'Toren van Babylon'                                                                          | Omni                                             | Nebula Award                                          |
| 1991 | 'Delen door nul'                                                                             | Full Spectrum 3                                  |                                                       |
| 1991 | 'Begrijp'                                                                                    | Asimov's Science Fiction                         |                                                       |
| 1998 | Het verhaal van jouw leven'                                                                  | Starlight 2                                      | Nebula Award, Theodore Sturgeon Award en Seiun Award) |
| 2000 | 'De evolutie van de menselijke wetenschap' (ook bekend als 'Catching Crumbs from the Table') | Nature                                           |                                                       |
| 2000 | 'Tweeënzeventig letters'                                                                     | Vanishing Acts                                   | Sidewise Award                                        |
| 2001 | 'De hel is de afwezigheid van God'                                                           | Starlight 3                                      | Hugo Award, Locus Award, Nebula Award en Seiun Award  |
| 2002 | 'Leuk vinden wat je ziet: een documentaire'                                                  | De verhalen van jouw leven en anderen            |                                                       |
| 2005 | 'Wat er van ons wordt verwacht'                                                              | Nature                                           |                                                       |
| 2007 | 'De koopman en de poort van de alchemist'                                                    | Subterranean Press 2007 en F&SF                  | Nebula Award, Hugo Award en Seiun Award)              |
| 2008 | 'Uitademing'                                                                                 | Eclipse 2                                        | BSFA, Locus Award, en Hugo Award                      |
| 010  | 'De levenscyclus van software-objecten'                                                      | Subterranean Press                               | Locus Award, Hugo Award en Seiun Award                |
| 2011 | 'Daceys gepatenteerde automatische oppas'                                                    | The Thackery T. Lambshead Cabinet of Curiosities |                                                       |
| 2013 | 'De waarheid van feiten, de waarheid van gevoelens'                                          | Subterranean Press Magazine                      |                                                       |
| 2015 | 'De grote stilte'                                                                            | e-flux Journal                                   | The Best American Short Stories (2016)                |
| 2019 | 'Omphalos'                                                                                   | Wat er van ons wordt verwacht                    | Locus Award                                           |
| 2019 | 'Angst is de Duizeligheid van Vrijheid'                                                      | Wat er van ons wordt verwacht                    |                                                       |
| 2019 | 'Het is 2059, en de rijke kinderen winnen nog steeds'                                        | New York Times                                   |                                                       |

## Film
Eric Heisserer verfilmde Chiangs verhaal 'Het verhaal van jouw leven' tot de film Arrival, geregisseerd door Denis Villeneuve, en met de acteurs Amy Adams en Jeremy Renner. Deze film werd genomineerd voor zeven Oscars.